# آنتونیو تمپستیلی
آنتونیو تمپستیلی (انگلیسی: Antonio Tempestilli؛ زادهٔ ۸ اکتبر ۱۹۵۹) بازیکن فوتبال اهل ایتالیا است.
از باشگاه‌هایی که در آن بازی کرده‌است می‌توان به باشگاه فوتبال کومو، باشگاه فوتبال اینتر میلان، و باشگاه فوتبال آ.اس. رم اشاره کرد.